# 貪婪斯氏脂䲁
貪婪斯氏脂䲁（學名：Starksia cremnobates），為輻鰭魚綱䲁形目脂䲁科斯氏脂䲁屬的一個種，分布於中東太平洋加利福尼亞灣海域，深度40至60公尺，本魚體長，扁平，頭鈍，頸卷鬚短或無，鼻卷鬚極短，眼卷鬚細長，為眼徑的1/2，頭體均勻呈淺橄欖色，眼後有一小黑斑，眼下及後方有一黑斑，鰓蓋暗色，眼周圍有黑色環紋，背鰭、臀鰭和尾鰭的軟鰭條可能有條紋，雄魚第一臀棘長，與鰭的其餘部分分離，變異為形態不明的性器官，背鰭硬棘20枚、背鰭軟條8枚、臀鰭硬棘2枚、臀鰭軟條19枚，體長可達4.4公分，棲息在礁石區，生活習性不明。